# Hieracium sparsiramum
Hieracium sparsiramum là một loài thực vật có hoa trong họ Cúc. Loài này được Nägeli & Peter mô tả khoa học đầu tiên năm 1886.